# Mirosław Wierzbicki
Mirosław Wierzbicki (ur. 3 listopada 1930 w Radomsku, zm. 2 lipca 1982 w Częstochowie) – polski polityk, nauczyciel, urzędnik państwowy, pierwszy wojewoda częstochowski.

## Życiorys
Pochodził z Radomska. Ukończył historię w Wyższej Szkole Pedagogicznej w Łodzi. Od 15 sierpnia 1953 r. pracował w częstochowskim Młodzieżowym Domu Kultury. Równocześnie uczył w Szkole Podstawowej nr 18 w Częstochowie. W latach 1955–1958 zatrudniony w LO im. Traugutta, gdzie był także zastępcą dyrektora. Od 1 stycznia 1957 r. uczył również w LO im. Słowackiego. W późniejszych latach został inspektorem oświaty w Częstochowie, a w 1969 r. kuratorem katowickiego okręgu szkolnego. Obronił pracę doktorską.
Od 10 marca 1954 r. członek PZPR, członek Komitetu Wojewódzkiego PZPR w Częstochowie, w latach 1972–1973 zastępca przewodniczącego Prezydium WRN w Katowicach, potem do 1975 r. wicewojewoda katowicki. Od 1 czerwca 1975 do 11 grudnia 1980 r. wojewoda częstochowski, od 5 czerwca 1975 do 17 listopada 1980 r. członek egzekutywy KW PZPR w Częstochowie i od 12 grudnia 1975 do lipca 1981 r. członek Centralnej Komisji Rewizyjnej Komitetu Centralnego PZPR.
Ze stanowiska wojewody odwołany pod wpływem protestów Solidarności. W stanie wojennym internowany od 13 grudnia 1981 do 12 lutego 1982 r. Zmarł na zawał serca. Pochowany na częstochowskim Cmentarzu Kule (kwatera 50, rząd W, grób 3).